# 夜釣
夜钓就是在夜晚钓鱼，一般指太阳西下前后道第二天天亮前后的时间段钓鱼，夜钓和白天钓鱼并没有特别之处，鱼钩、钓组、饵料都无改变。:210

## 概述
夜钓时，夜间宁静，必须注意不弄出声响，以免惊动水中鲤鱼，沉子应该尽量轻，抛投时不会造成大的水声。:210
夜钓的钓位可以靠近岸边一些，离岸远了效果反而不好，水深也宜比白天浅，一米左右合适。:210
夜钓的季节主要是夏季、秋季，太阳西下前一个小时打窝子吸引鱼群，诱饵以不容易溶水的米糠饼、豆饼为上品，这样的诱饵更持久。:210
夜钓必须准备两只手电筒，一个用于照鱼漂，一个备用，也可以照手边物品。:210手电筒以照到鱼漂的尖端为最佳。:210
夜钓可以使用手竿，也可以使用海竿，海竿夹铃铛，手竿使用夜光鱼漂。:210